# Number One Hits
Number One Hits é a sétima compilação do cantor country Tim McGraw, lançada em 2010.

## Faixas

### Disco 1
1. "Live Like You Were Dying" (Craig Wiseman, Tim Nichols) - 4:58
2. "Don't Take the Girl" (Craig Martin, Larry W. Johnson) - 4:11
3. "It's Your Love" (Stephony Smith) - 3:45
4. "Just to See You Smile" (Mark Nesler, Tony Martin) - 3:33
5. "Something Like That" (Rick Ferrell, Keith Follesé) - 3:01
6. "My Next Thirty Years" (Phil Vassar) - 3:37
7. "The Cowboy in Me" (Al Anderson, Craig Wiseman, Jeffrey Steele) - 4:05
8. "She Never Lets It Go to Her Heart" (Chris Waters, Tom Shapiro) - 3:06
9. "I Like It, I Love It" (Mark Hall, Jeb Stuart Anderson, Steve Dukes) - 3:24
10. "Watch the Wind Blow By" (Anders Osborne, Dylan Altman) - 4:36
11. "Please Remember Me" (Rodney Crowell, Will Jennings) - 4:55
12. "Real Good Man" (George Teren, Rivers Rutherford) - 4:16

### Disco 2
1. "Southern Voice" (Bob DiPiero, Tom Douglas) - 4:02
2. "My Best Friend" (Bill Luther, Aimee Mayo) - 4:40
3. "Everywhere" (Mike Reid, Wiseman) - 4:51
4. "Grown Men Don't Cry" (Douglas, Steve Seskin) - 3:56
5. "Back When" (Jeff Stevens, Stan Lynch, Stephony Smith) - 4:59
6. "Angry All the Time" (Bruce Robison) - 4:30
7. "Last Dollar (Fly Away)" (Big Kenny) - 4:30
8. "Unbroken" (Annie Roboff, Holly Lamar) - 4:01
9. "Where the Green Grass Grows" (Jess Leary, Wiseman) - 3:22
10. "Not a Moment Too Soon" (Wayne Perry, Joe Barnhill) - 3:44
11. "Indian Outlaw" (Dance Mix) (Tommy Barnes, Jumpin' Gene Simmons, John D. Loudermilk) - 4:20
12. "Felt Good on My Lips" (Brett Beavers, Jim Beavers, Brett Warren, Brad Warren) - 4:05